# Batalion Grenadierów Sandomierskich ppłk. Stanisława Ożarowskiego
Batalion Grenadierów Sandomierskich – polski oddział piechoty wchodzący w skład wojsk powstańczych okresu insurekcji kościuszkowskiej.

## Formowanie i walki
Batalion został sformowany pod koniec kwietnia 1794 przez generała majora województwa sandomierskiego Józefa Rzążewskiego. Początkowo funkcjonował jako batalion milicji sandomierskiej. Rozkazem naczelnika Tadeusza Kościuszki, po bitwie pod Szczekocinami, batalion milicji został przemianowany na grenadierski. We wrześniu batalion otrzymał z milicji lubelskiej 226 szeregowych, 18 podoficerów i 3 oficerów. Jego stan wynosił wtedy 816 głów. Na uzbrojeniu posiadał 172 karabiny.

## Żołnierze batalionu
Organizatorem batalionu był generał major ziemski Józef Rzążewski. Batalionem dowodził syn hetmana wielkiego koronnego Piotra Ożarowskiego – ppłk Stanisław Ożarowski. Pierwszym kapitan był brat dowódcy batalionu – Adam Ożarowski. Kapitanami w batalionie byli także Tomasz Trepka i Jakub Kultonowski.